# Episodi di Letter to Loretta (quinta stagione)
La quinta stagione della serie televisiva Letter to Loretta (poi The Loretta Young Show) è andata in onda negli Stati Uniti dal 20 ottobre 1957 al 18 maggio 1958 sulla NBC.
| nº | Titolo originale         | Prima TV USA     |
| -- | ------------------------ | ---------------- |
| 1  | A Dollar's Worth         | 20 ottobre 1957  |
| 2  | The Defense              | 27 ottobre 1957  |
| 3  | Innocent Conspiracy      | 3 novembre 1957  |
| 4  | Understanding Heart      | 10 novembre 1957 |
| 5  | The Little Witness       | 24 novembre 1957 |
| 6  | Blizzard                 | 1º dicembre 1957 |
| 7  | Friends at a Distance    | 8 dicembre 1957  |
| 8  | Man in a Hurry           | 15 dicembre 1957 |
| 9  | Power Play               | 29 dicembre 1957 |
| 10 | The Demon and Mrs. Devon | 5 gennaio 1958   |
| 11 | The Mail Van Murder      | 12 gennaio 1958  |
| 12 | The Hidden One           | 19 gennaio 1958  |
| 13 | Faraway Island           | 26 gennaio 1958  |
| 14 | My Two Hands             | 2 febbraio 1958  |
| 15 | Dear Milkman             | 9 febbraio 1958  |
| 16 | The Bargain              | 16 febbraio 1958 |
| 17 | A Greater Strength       | 23 febbraio 1958 |
| 18 | Conflict                 | 2 marzo 1958     |
| 19 | The Oriental Mind        | 9 marzo 1958     |
| 20 | Windfall                 | 16 marzo 1958    |
| 21 | Time of Decision         | 23 marzo 1958    |
| 22 | Air Stewardess           | 30 marzo 1958    |
| 23 | To Open a Door           | 6 aprile 1958    |
| 24 | Thanks to You            | 13 aprile 1958   |
| 25 | Dangerous Verdict        | 20 aprile 1958   |
| 26 | Second Rate Citizen      | 27 aprile 1958   |
| 27 | South American Uncle     | 4 maggio 1958    |
| 28 | A Strange Adventure      | 11 maggio 1958   |
| 29 | Day of Rest              | 18 maggio 1958   |

## A Dollar's Worth
- Prima televisiva: 20 ottobre 1957
- Diretto da: Richard Morris
- Scritto da: Richard Morris

### Trama
- Guest star: Loretta Young (Thelma Brown), Byron Foulger (Andy), Susan Seaforth Hayes (Maxie), Kim Spalding (Max)

## The Defense
- Prima televisiva: 27 ottobre 1957

### Trama
- Guest star: Mark Stevens (Joe Navotnick), Ross Elliott (Bill Harmon), Addison Richards (Ralph Verdeen), Helen Kleeb (Marjorie), Elizabeth Harrower (Miss Himbler)

## Innocent Conspiracy
- Prima televisiva: 3 novembre 1957

### Trama
- Guest star: Loretta Young (Kiku), Teru Shimada (Kiyoshi), Robert King (Taro), George Matsui (Kenzo)

## Understanding Heart
- Prima televisiva: 10 novembre 1957

### Trama
- Guest star: Anita Louise (Guest Hostess), Gary Merrill (Lou Mason), Nancy Gates (Helen Mason), Ann Doran (Mrs. Harrison), Dabbs Greer (Harrison)

## The Little Witness
- Prima televisiva: 24 novembre 1957
- Diretto da: Richard Morris
- Scritto da: William Bruckner
- Soggetto di: Wyatt Blassingame

### Trama
- Guest star: Loretta Young (Shirley Wright), Johnny Crawford (Bobby Wright), John Vivyan (Mack Barron), Grant Richards (uomo)

## Blizzard
- Prima televisiva: 1º dicembre 1957

### Trama
- Guest star: Stephen McNally (George Ellsworth), Pat Crowley (Verna Ellsworth), Gilman Rankin (annunciatore), Dick Rich (Trucker)

## Friends at a Distance
- Prima televisiva: 8 dicembre 1957

### Trama
- Guest star: Loretta Young (Susan Parker), Charles Korvin (Bronislaw Sublinski), Anne O'Neal (Mrs. Partridge), Max Mellinger (uomo), Ruth Bennett (donna)

## Man in a Hurry
- Prima televisiva: 15 dicembre 1957

### Trama
- Guest star: Laraine Day (Karen McCall), Kim Spalding (Ed McCall), Erik Nielsen (Pete), Joe Turkel (Logan), Carl Thayler (Kramer), George Eldredge (capo della polizia), Morris Lippert (Toby)

## Power Play
- Prima televisiva: 29 dicembre 1957

### Trama
- Guest star: James Daly (Judd Killian), Anita Louise (Laura Killian), Thomas Browne Henry (presidente Walker), Clark Howat (Sam Price), Luis Van Rooten (Peter Gregson)

## The Demon and Mrs. Devon
- Prima televisiva: 5 gennaio 1958

## The Mail Van Murder
- Prima televisiva: 12 gennaio 1958

### Trama
- Guest star: Robert Reardon (Nicky Strange), Hy Hazell (Carla), Gordon Needham (sergente Wilson), Edgar Lustgarten (narratore)

## The Hidden One
- Prima televisiva: 19 gennaio 1958

### Trama
- Guest star: Julie Adams (Paula McGill), Dewey Martin (Scott McGill), Olive Blakeney (Mrs. McGill), Patty Ann Gerrity (Jan McGill), Mary Alan Hokanson (Mrs. Dane), Gregory Irvin (Howie McGill), Oliver McGowan (dottor Maitland), Barbara Bell Wright (Miss Mason)

## Faraway Island
- Prima televisiva: 26 gennaio 1958

### Trama
- Guest star: Loretta Young (contessa Barocci), John Newland (Stephen Harvey), George Keymas (Lorenzo Barocci), Elvira Curci (Lena)

## My Two Hands
- Prima televisiva: 2 febbraio 1958

### Trama
- Guest star: Gary Merrill (Bill Masters), Nancy Gates (Peggy Masters), William Schallert (Roy Smith), Susan Seaforth Hayes (Lynne), Tamar Cooper (Corinne), Robert Foulk (Leadman), Jeanne Van Dam (Blueprint Girl), Charles Seel (Supervisor)

## Dear Milkman
- Prima televisiva: 9 febbraio 1958

### Trama
- Guest star: Loretta Young (Augusta Dickens), Robert Rockwell (Albert Dickens), Mabel Albertson (Babs), Peter Leeds (Danton Hall), Nancy Kulp (Helen)

## The Bargain
- Prima televisiva: 16 febbraio 1958

### Trama
- Guest star: Craig Stevens (Pete Nettleton), Wally Cox (Leslie Nettleton), Pat Crowley (Helen Morris), Grant Richards (Shepperd), Genevieve Aumont (Jeanette Babich), Percy Helton (impiegato), Sue Stanley (Operator)

## A Greater Strength
- Prima televisiva: 23 febbraio 1958

### Trama
- Guest star: Loretta Young (Jean Kennedy), Ann Morrison (Marie Crane), Mae Clarke (Mother Superior), Cheryl Callaway (Melissa), Bing Russell (giornalista), Judith Brian (reporter), Dominic De Leon (Attendant)

## Conflict
- Prima televisiva: 2 marzo 1958
- Scritto da: Harlan Warde
- Soggetto di: Carlton Morse

### Trama
- Guest star: Jean Allison (Claudia Barbour), John Newland (Paul Barbour), Carl Benton Reid (Henry Barbour), Keefe Brasselle (Johnny Roberts)

## The Oriental Mind
- Prima televisiva: 9 marzo 1958
- Diretto da: Richard Morris
- Scritto da: Richard Morris
- Soggetto di: P. C. Tullier

### Trama
- Guest star: Loretta Young (Pam Gates), Kim Spalding (Ed Gates), George Matsui (Kim Ko), Bing Russell (sergente)

## Windfall
- Prima televisiva: 16 marzo 1958

### Trama
- Guest star: Hume Cronyn (Hap Martin), Veda Ann Borg (Lillian), John Eldredge (Platt), Frank Tweddell (giudice), Oliver McGowan (James Cellar), Roy Glenn (Laborer), Richard Reeves (Foreman), Jacqueline DeWit (Mrs. Potter)

## Time of Decision
- Prima televisiva: 23 marzo 1958

### Trama
- Guest star: Loretta Young (Ruth Pierce), John Newland (David Harrison), Luana Anders (Ellen), George Baxter (Ulrich), Joseph Hamilton (Landlord)

## Air Stewardess
- Prima televisiva: 30 marzo 1958

### Trama
- Guest star: James Daly (Sam Wayne), Karen Sharpe Kramer (Jane Sawyer), Maurice Wells (Thomas Hapgood), Nancy Evans (Laura Hapgood), Patience Cleveland (Susan Trevor), Steve London (Jim Bross), Lorna Thayer (Christine Markham), Carl Thayler (Jim Kendall), Suzanne Alexander (Andrea Dodd)

## To Open a Door
- Prima televisiva: 6 aprile 1958
- Diretto da: Richard Morris
- Scritto da: Richard Morris

### Trama
- Guest star: Loretta Young (Janet Forbes), Tom Helmore (dottor Dale Sargent), Eleanor Audley (Edith Landow), Betty Paul (Donna), Mary Alan Hokanson (Dickie Sharp), John Munro (impiegato), William C. Flaherty (Higgins), Alan Reynolds (Cal)

## Thanks to You
- Prima televisiva: 13 aprile 1958

### Trama
- Guest star: Mary Lawrence (Ellen Goodens), Hume Cronyn (Henry Goodens), Wright King (Chuck Hendricks), Preston Hanson (Denison)

## Dangerous Verdict
- Prima televisiva: 20 aprile 1958
- Diretto da: John Newland
- Scritto da: Harlan Ellis

### Trama
- Guest star: Loretta Young (giudice Lila Brighton), Barney Phillips (Brock), Clark Howat (Linden), George Keymas (Potter), Gregg Martell (Hogan), Billie Bird (Mrs. Shubb), Charles Seel (Charles), Preston Hanson (1st Reporter), William Munchow (2nd Reporter)

## Second Rate Citizen
- Prima televisiva: 27 aprile 1958

### Trama
- Guest star: Dewey Martin (Bill Fisher), William Schallert (Ed Palmer), Jacqueline Scott (Diane Warrington), Malcolm Cassell (Ron Burton), Anthony Eisley (Sandy Sandburn), Thomas Browne Henry (giardiniere), Hal Taggart (Hillery)

## South American Uncle
- Prima televisiva: 4 maggio 1958
- Diretto da: Richard Morris
- Scritto da: Richard Morris

### Trama
- Guest star: Loretta Young (Alma), Regis Toomey (padre Middleton), Wright King (padre Moore), Michael Emmet (padre Handley)

## A Strange Adventure
- Prima televisiva: 11 maggio 1958
- Diretto da: Richard Morris
- Scritto da: Pauline Stone

### Trama
- Guest star: Loretta Young (Beth Hammond), Candy Candido (Leonardo), Elvira Curci (Signora DiFortune), Paul Picerni (Darius), Mario Siletti (Peruzzi), Charles Seel (uomo), Geraldine Hall (donna)

## Day of Rest
- Prima televisiva: 18 maggio 1958
- Diretto da: Richard Morris
- Scritto da: Richard Morris
- Soggetto di: Helen Rittell

### Trama
- Guest star: Loretta Young (Beryl Oliver), Robert Rockwell (Stephen Oliver), Shelley Fabares (Kathy), Toni Smalkin (Margie), Kim Lindall (Dusty), Gina Gillespie (Susie), Ken Lindall (Bruce), Joan Sudlow (Mrs. Arkwright), Mary Alan Hokanson (Mrs. Miller), George Milan (Miller)